# Champs Élysées - Clemenceau (metrostation)
Champs-Élysées - Clemenceau is een station van de metro in Parijs langs de metrolijnen 1 en 13 in het 8e arrondissement. Het station ligt onder de Avenue des Champs-Élysées en is een van de stations die openden bij de openstelling van de eerste metrolijn. Het station heeft zijn huidige naam sinds 1931, toen het pleintje erboven vernoemd werd naar Georges Clemenceau en er een standbeeld van hem werd neergezet. Het station geeft onder meer toegang tot het Élyséepaleis.

## Trivia
Nadat Frankrijk op het wereldkampioenschap voetbal 2018 kampioen werd is het metrostation Champs-Élysées - Clemenceau tijdelijk hernoemd naar Deschamps-Élysées - Clemenceau, verwijzend naar de trainer van het Franse team, Didier Deschamps.
La Défense · 
Esplanade de la Défense · 
Pont de Neuilly · 
Les Sablons · 
Porte Maillot · 
Argentine · 
Charles de Gaulle - Étoile · 
George V · 
Franklin D. Roosevelt · 
Champs Élysées - Clemenceau · 
Concorde · 
Tuileries · 
Palais Royal - Musée du Louvre · 
Louvre - Rivoli · 
Châtelet · 
Hôtel de Ville · 
Saint-Paul · 
Bastille · 
Gare de Lyon · 
Reuilly - Diderot · 
Nation · 
Porte de Vincennes · 
Saint-Mandé · 
Bérault · 
Château de Vincennes
Noordwestelijke tak:
Les Courtilles · 
Les Agnettes · 
Gabriel Péri · 
Mairie de Clichy · 
Porte de Clichy · 
Brochant

Noordoostelijke tak: Saint-Denis - Université · 
Basilique de Saint-Denis · 
Saint-Denis - Porte de Paris · 
Carrefour Pleyel · 
Mairie de Saint-Ouen · 
Garibaldi · 
Porte de Saint-Ouen · 
Guy Môquet

Gemeenschappelijk: La Fourche · 
Place de Clichy · 
Liège · 
Saint-Lazare · 
Miromesnil · 
Champs-Élysées - Clemenceau · 
Invalides · 
Varenne · 
Saint-François-Xavier · 
Duroc · 
Montparnasse - Bienvenüe · 
Gaîté · 
Pernety · 
Plaisance · 
Porte de Vanves · 
Malakoff - Plateau de Vanves · 
Malakoff - Rue Étienne Dolet · 
Châtillon - Montrouge